# Jacques Outin-priset
Jacques Outin-priset, även kallat Jacques och Sabine Outin-priset, instiftades 2007 av Jacques Outin och delades ut vid fem tillfällen åren 2007–2016. Priset tilldelades framstående översättare av fransk litteratur till svenska och utgjordes av en prissumma om 50 000 kronor.

## Pristagare
- 2007 – Ulla Bruncrona
- 2009 – Maria Björkman
- 2011 – Ragna Essén
- 2013 – Kristoffer Leandoer
- 2016 – Lasse Söderberg